# Месарош, Любомир
Лю́бомир Ме́сарош (словац. Ľubomír Meszároš; род. 23 марта 1979 года в Братиславе) — словацкий футболист, игравший на позиции нападающего.

## Клубная карьера
Месарош начал свою футбольную карьеру в клубе «Слован Братислава». В 1997 году он был переведён в первую команду, а в сезоне 1997/98 дебютировал в словацкой первой лиге. В сезоне 1998/99 вместе со «Слованом» он выиграл чемпионат и кубок Словакии. В «Словане» играл до 2002 года.
Летом 2002 года Месарош перебрался в турецкий «Элязыгспор», где провёл сезон со своим соотечественником Юраем Цинеге. В 2003 году он стал футболистом другого турецкого клуба «Аданаспор». В свою очередь, в сезоне 2004/05 он играл в Греции за «Паниониос».
Летом 2005 года Месарош вернулся в Словакию и снова стал игроком «Слована». В 2009 году вместе с клубом стал чемпионом страны, а затем ушёл в «Динамо Ческе-Будеёвице». В новом клубе отметился голом в дебютном матче против «Яблонца» (1:1). В 2010 году он стал футболистом «Татрана», в котором провёл год. Завершил карьеру в Австрии.

## Карьера в сборной
За сборную Словакии Месарош дебютировал 16 августа 2000 года в товарищеском матче с Хорватией (1:1). Он играл в отборочном раунде чемпионата мира 2002. С 2000 по 2002 год сыграл восемь матчей в составе национальной сборной и забил один гол в ворота Азербайджана (победа 3:1).